# Novafrontina patens
Novafrontina patens är en spindelart som beskrevs av Alfred Frank Millidge 1991. Novafrontina patens ingår i släktet Novafrontina och familjen täckvävarspindlar.
Artens utbredningsområde är Colombia. Inga underarter finns listade i Catalogue of Life.